# Lijst van voetbalinterlands Israël - Joegoslavië
Deze lijst van voetbalinterlands is een overzicht van alle officiële voetbalwedstrijden tussen de nationale teams van Israël en Joegoslavië. De landen speelden in totaal acht keer tegen elkaar. De eerste ontmoeting, een kwalificatiewedstrijd voor het Wereldkampioenschap voetbal 1950, werd gespeeld in Belgrado op 21 augustus 1949. Het laatste duel, een vriendschappelijke wedstrijd, vond plaats op 23 december 1998 in Ramat Gan.

## Wedstrijden
| № | Plaats    | Datum             | Competitie           | Wedstrijd            | Uitslag |
| - | --------- | ----------------- | -------------------- | -------------------- | ------- |
| 1 | Belgrado  | 21 augustus 1949  | WK 1950 kwalificatie | Joegoslavië – Israël | 6 – 0   |
| 2 | Tel Aviv  | 18 september 1949 | WK 1950 kwalificatie | Israël – Joegoslavië | 2 – 5   |
| 3 | Skopje    | 8 november 1953   | WK 1954 kwalificatie | Joegoslavië – Israël | 1 – 0   |
| 4 | Ramat Gan | 21 maart 1954     | WK 1954 kwalificatie | Israël – Joegoslavië | 0 – 1   |
| 5 | Ramat Gan | 14 december 1961  | Vriendschappelijk    | Israël – Joegoslavië | 0 – 2   |
| 6 | Tel Aviv  | 28 oktober 1964   | Vriendschappelijk    | Israël – Joegoslavië | 2 – 0   |
| 7 | Tel Aviv  | 12 oktober 1966   | Vriendschappelijk    | Israël – Joegoslavië | 1 – 3   |
| 8 | Ramat Gan | 23 december 1998  | Vriendschappelijk    | Israël – Joegoslavië | 2 – 0   |

## Samenvatting
| Competitie        | Totaal gespeeld | Winst Israël | Gelijk | Winst Joegoslavië | Doelsaldo Israël – Joegoslavië |
| ----------------- | --------------- | ------------ | ------ | ----------------- | ------------------------------ |
| WK-kwalificatie   | 4               | 0            | 0      | 4                 | 2 − 13                         |
| Vriendschappelijk | 4               | 2            | 0      | 2                 | 5 − 5                          |
| Totaal            | 8               | 2            | 0      | 6                 | 7 − 18                         |